# David Tank
David William Tank (* 3. Juni 1953) ist ein US-amerikanischer Biophysiker und Neurophysiologe.

## Leben
Tank erwarb 1976 an der Case Western Reserve University einen Bachelor in Physik und Mathematik. Anschließend besuchte er Kurse in Neurobiologie am Marine Biological Laboratory (MBL) in Woods Hole, Massachusetts. 1983 erwarb er einen Ph.D. in Biophysik bei Watt W. Webb an der Cornell University in Ithaca, New York. Als Postdoktorand arbeitete er an den AT&T Bell Laboratories, wo er 1991 zum Direktor des Biological Computation Research Department der jetzt Bell Laboratories von Lucent Technologies aufstieg.
2001 erhielt Tank eine Professur für Molekularbiologie und Molekularphysik an der Princeton University in Princeton, New Jersey. Seit 2005 ist er – gemeinsam mit Jonathan Cohen – Direktor des dortigen Instituts für Neurowissenschaften.

## Wirken
Gemeinsam mit Winfried Denk entwickelte Tank erste wichtige Anwendungen der Multiphotonenmikroskopie: Visualisierung der Calciumkanal-abhängigen Signalübertragung an lebenden Neuronen. Beide verwendeten die Methode, um die zellulären Mechanismen und die neuronalen Erregungskreise zu verstehen, die grundlegenden Hirnleistungen zu Grunde liegen – wie Richtungsentscheidung oder Navigation in komplexen Umgebungen.
Tanks Arbeiten befassen sich mit der Messung, Analyse und Erfassung in mathematischen Modellen von elektrochemischer Signalübertragung im Nervensystem. Er konnte Beiträge zu Methoden der funktionellen Magnetresonanztomographie (fMRI) leisten, mittels derer sich Nerventätigkeit in vivo darstellen lässt. Tank konnte die Mechanismen der persistent neural activity aufklären, eines häufig zu beobachtenden Phänomens der Hirnaktivität, die mit der Verwendung des Kurzzeitgedächtnisses assoziiert ist.
Tank gehört zum Aufsichtsrat des Janelia Farm Research Campus des Howard Hughes Medical Institute.

## Auszeichnungen (Auswahl)
- 1990 Fellow der American Physical Society
- 2000 Mitglied der American Academy of Arts and Sciences[2]
- 2001 Mitglied der National Academy of Sciences[3]
- 2006 W. Alden Spencer Award
- 2013 Rosenstiel Award[4]
- 2014 Perl-UNC Neuroscience Prize
- 2015 Brain Prize